# سونی چیبا
سونی چیبا (به انگلیسی: Sonny Chiba) (زادهٔ ۲۳ ژانویه ۱۹۳۹ – درگذشتهٔ ۱۹ اوت ۲۰۲۱) بازیگر ژاپنی بود. از فیلم‌های معروف او می‌توان به بیل را بکش بخش ۱ و سریع و خشمگین: توکیو دریفت اشاره کرد.
شینیچی چیبا (به ژپنی: 千葉 真一، در زمان تولد: چیبا شینچی، زاده شده ساداهو مائدا (فوکوئوکا)؛ که در سطح بین‌المللی با نام سونی چیبا شناخته می‌شود، یک هنرپیشه و رزمی کار ژاپنی بود. چیبا یکی از اولین بازیگرانی بود که از طریق مهارت‌های خود در هنرهای رزمی، ابتدا در ژاپن و بعداً در مقابل تماشاگران بین‌المللی به ستاره‌ای دست یافت.
چیبا که در فوکوئوکا زاده شد، در دبیرستان ورزش‌های مختلفی از جمله بیسبال و والیبال انجام داد. او همچنین به تمرین ژیمناستیک پرداخت و در سال سوم خود در جشنواره ملی ورزشی ژاپن شرکت کرد. زمانی که او دانشجو بود، هنرهای رزمی را آموخت و در سال ۱۹۶۵ در کیوکوشین کاراته کمربند مشکی گرفت و با ادامه آن در سالهای بعد ارتقای رتبه یافت به‌گونه‌ای که در سال ۱۹۸۴ دان چهار این رشته را دریافت کرد.
حرفه هنری چیبا در دهه ۱۹۶۰ آغاز شد، زمانی که او در دو نمایش ابرقهرمانی توکوساتسو بازی کرد. در اولین نقش خود، او جایگزین سوسومو واجیما به عنوان شخصیت اصلی Kōtarō Ran/Seven Color Mask در Seven Color Mask (Nana-iro kamen) در نیمه دوم سریال شد. با این حال، نقش موفقیت‌آمیز او در سال ۱۹۷۴ در فیلم مبارز خیابانی بود. او قبل از بازنشستگی در فیلم‌های بیل را بکش: بخش ۱ و سریع و خشمگین: توکیو دریفت بازی کرده بود.
شینیچی چیبا در ۱۹ اوت ۲۰۲۱ در سن ۸۲ سالگی بر اثر عوارض کووید-۱۹ نوع دلتا درگذشت.

## نام‌ها
او که ساداهو مائدا (前田 禎穂، مائدا ساداهو) زاده شد، در طول زندگی حرفه‌ای خود از نام هنری «چیبا شینیچی» استفاده کرد.
وقتی نیو لاین سینما فیلم گکیتوسو را اکران کرد! ساتسوجین کن (激突! 殺人拳) در ایالات متحده در سال ۱۹۷۴، آن را The Street Fighter نامگذاری کردند و ستاره آن را به عنوان سانی چیبا نامگذاری کردند.
بعدها، چیبا نام را به "جی جی سانی چیباً تغییر داد، که در آن حروف اول به معنای "Justice Japan" بود.[۴] پس از حضور در تایگا درام Fūrin Kazan در نوامبر ۲۰۰۷، او بازنشستگی نام هنری "شینیچی چیباً را اعلام کرد. از این پس او به عنوان بازیگر "جی جی سانی چیباً و به عنوان کارگردان فیلم ریندو واچیناگا (和千永 倫道، Wachinaga Rindō) معرفی شدند.

## زندگی شخصی و مرگ
چیبا از همسر اول خود، بازیگر یوکو نوگیوا، که با او یک دختر به نام جوری ماناسه، که او نیز بازیگر است، طلاق گرفت. او از ازدواج دومش با تامامی چیبا دو پسر داشت.
برادر کوچکتر او، جیرو یابوکی (همچنین به عنوان جیرو چیبا شناخته می‌شود)، نیز یک بازیگر بود.
در اوایل اوت ۲۰۲۱، چیبا به نوع دلتا کووید-۱۹ مبتلا شد. در ابتدا، او در خانه تحت معالجه قرار گرفت، اما چند روز بعد در ۸ اوت در بیمارستان بستری شد و به ذات الریه مبتلا شد. او در ۱۹ اوت ۲۰۲۱ در سن ۸۲ سالگی درگذشت و در ۲۰ اوت جسد وی سوزانده شد. براساس اعلام آژانس او، چیبا واکسینه نشده بود.
منابع
- مشارکت‌کنندگان ویکی‌پدیا. «Sonny Chiba». در دانشنامهٔ ویکی‌پدیای انگلیسی، بازبینی‌شده در ۲۱ اکتبر ۲۰۱۳.